# Periscyphops brunneus
Periscyphops brunneus är en kräftdjursart som beskrevs av Schmoelzer 1974. Periscyphops brunneus ingår i släktet Periscyphops och familjen Eubelidae. Inga underarter finns listade i Catalogue of Life.